# Mangifera campnospermoides
Mangifera campnospermoides este o specie din familia Anacardiaceae. Este o plantă endemică din Indonezia. 